# Municipio de Freistatt
El municipio de Freistatt (en inglés: Freistatt Township) es un municipio ubicado en el condado de Lawrence en el estado estadounidense de Misuri. En el año 2010 tenía una población de 549 habitantes y una densidad poblacional de 10,05 personas por km².

## Geografía
El municipio de Freistatt se encuentra ubicado en las coordenadas 37°1′12″N 93°53′18″O / 37.02000, -93.88833. Según la Oficina del Censo de los Estados Unidos, el municipio tiene una superficie total de 54.6 km², de la cual 54,57 km² corresponden a tierra firme y (0,07 %) 0,04 km² es agua.

## Demografía
Según el censo de 2010, había 549 personas residiendo en el municipio de Freistatt. La densidad de población era de 10,05 hab./km². De los 549 habitantes, el municipio de Freistatt estaba compuesto por el 88,71 % blancos, el 0,55 % eran afroamericanos, el 2,19 % eran amerindios, el 0,18 % eran asiáticos, el 6,01 % eran de otras razas y el 2,37 % eran de una mezcla de razas. Del total de la población el 10,56 % eran hispanos o latinos de cualquier raza.